# De Klaver
De Klaver – wiatrak w miejscowości Bolsward, w gminie Súdwest-Fryslân, w prowincji Fryzja, w Holandii. Młyn został wzniesiony w 1802 r. W użyciu pozostawał do 1966 r., a w latach 1980-1981 został odrestaurowany. Wiatrak jest jednopiętrowy, a jego skrzydła mają rozpiętość 12 metrów.